# Bräcketjärnen (Torrskogs socken, Dalsland)
Bräcketjärnen är en sjö i Bengtsfors kommun i Dalsland och ingår i Göta älvs huvudavrinningsområde.